# Josef Kafka
Josef Kafka, uváděn též jako Gustav Kafka, rodným jménem Abraham Beer Kafka (15. července 1846 Brno – 19. května 1895 Vídeň), byl rakouský podnikatel a politik německé národnosti z Moravy; poslanec Moravského zemského sněmu.

## Biografie
Jeho otcem byl Moritz Kafka, matkou Nina rozená Schwarz. Byl židovského původu. V roce 1888 konvertoval ke katolickému vyznání. Působil jako průmyslník. Byl ředitelem brněnské přádelny Moriz Kafka & Comp., která patřila mezi největší podniky svého druhu na Moravě. Byl také prezidentem akciové společnosti rakouských továren na portlandský cement. Poté, co jeho továrna vyhořela, přesídlil na sklonku života do Vídně. Byl rovněž členem předsednictva Moravské umělecké jednoty. Byl taky aktivní v komunální politice. Například v obecních volbách roku 1873 byl zvolen do obecního výboru.
V 60. letech se zapojil i do vysoké politiky. V zemských volbách v lednu 1867 byl zvolen na Moravský zemský sněm, za kurii městskou, obvod Brno (I. okres). Zvolen zde byl i v krátce poté konaných zemských volbách v březnu 1867, zemských volbách 1870, zemských volbách v září 1871, zemských volbách v prosinci 1871 a zemských volbách 1878. Patřil mezi německé liberály (tzv. Ústavní strana, liberálně a centralisticky orientovaná).
Zemřel v květnu 1895 ve věku 49 let na zápal plic.
V Brně po něm byla od roku 1896 pojmenována Josef-Kafka-Gasse (ulice Josefa Kafky, též Kafkova), pozdější Bayerova ulice.